# エジプト第2中間期
エジプト第2中間期（エジプトだい2ちゅうかんき、紀元前1782年頃 - 紀元前1570年頃）は、古代エジプト史における時代区分の1つ。第13王朝から第17王朝までをこの時代に区分するのが一般的である。ただし、第13王朝や第14王朝を中王国に含める見解もある。概ね中王国時代の統一が崩れ、下エジプト（ナイル川三角州地帯）にヒクソス（ヘカ・カスウト 異国の支配者達の意）と呼ばれる異民族が第15王朝を築いて支配を確立していた時代が第2中間期に分類される。第17王朝の王達による対ヒクソス戦争の結果、第15王朝は滅ぼされヒクソスの政権は瓦解。第2中間期の分裂は収拾され再びエジプトが統一、古代エジプト史上最も繁栄した新王国時代が始まる。
ヒクソスについての詳細はヒクソスを参照

## 概略
エジプトには第1中間期時代から次第にアジア人を中心とした外国人を傭兵や奴隷などとして導入する動きが活発になった。既に第1中間期の文献にもアジア人に関する数々の記録が残されるようになっている。こうしてエジプト内に定着していった「外国人」たちは次第にエジプト国内で地歩を築き、中王国時代には高位の官職にも登用されるようになっていった。中王国は第12王朝時代に完成された官僚制によってエジプトを統治していた。第12王朝を引き継いだ第13王朝時代には王権が弱体化したものの、官僚達の最上位に立つ宰相を実質的な統治者としてなお全エジプトに支配を及ぼした。
王権の弱体化と関連するかどうか必ずしも明らかではないが、第13王朝時代末期には中王国はその統制力を失い、下エジプトで自立政権が誕生し、エジプトの統一は崩れた。下エジプトに打ち立てられた政権は慣習的に第14、第15、第16の3王朝に分類されているが、第14、第16王朝についてはいくつもの群小政権をまとめたものである可能性もある。
これら下エジプトで権力を握った人々の中にはシリア・パレスチナ系の名前を持っている者が頻繁に登場する。こういった異民族達はヒクソスと呼ばれる。この中でも一般に「ヒクソス」、「ヒクソス政権」などと呼ばれるのは第15王朝である。第15王朝は紀元前17世紀半ば頃までにはエジプトの首都メンフィスから下エジプト東部、そしてパレスチナに至る地方に直接支配を確立した。下エジプト西部では第16王朝に分類される諸首長が第15王朝の覇権の下で活動し、上エジプト（ナイル川上流）でも最有力のテーベ（古代エジプト語：ネウト、現在のルクソール）政権（第17王朝）をはじめとした諸侯が第15王朝の覇権の下に置かれた。
第15王朝、即ちヒクソスによる支配は後世のエジプト人の記録では暴力と悪に満たされた野蛮な統治であったとされているが、現代の学者はこのようなエジプト人の歴史観を基本的に支持していない。少なくてもヒクソスの人々はいくつかの外来の風習をもたらしたことを除けば、エジプト文化をとりいれていたし、国家機構もその多くはエジプトの旧来のものを引き継いでいた。
ヒクソスの覇権の下に甘んじていた第17王朝は、やがて反ヒクソスの軍事行動を起こした。セケンエンラー（前1574頃）王が始めたこの軍事行動は、彼の二人の息子、カーメスとイアフメス1世によって引き継がれ、最終的にイアフメス1世は紀元前16世紀半ば頃までに第15王朝を滅ぼしてエジプトからヒクソス勢力を一掃し、これを追ってパレスチナまで支配下に納めた。こうして再びエジプトは統一され、古代エジプト史上最も繁栄した新王国時代が始まる。

## 第2中間期に関する史料
動乱の時代に付き物であるが、第2中間期の歴史を伝える史料は乏しい。第17王朝については、この王朝によってエジプトが統一したこともあり比較的記録が多い。とりわけ重要な記録は、対ヒクソス戦争を始めたセケンエンラー王に関する後世の説話『アポフィスとセケンエンラーの争い』や、カーメス王の戦勝記念碑、水軍の船長であった「イバナの息子イアフメス」の墓に記された伝記などで、視点が第17王朝側に偏っているものの、対ヒクソス戦争の具体的な経過を知るためには必ず参照されるものである。また、第20王朝時代に記録された『アポット・パピルス』という文書も貴重である。これは第20王朝時代に実施された王墓の見回り調査記録であり、第17王朝のアンテフ5世からカーメス王にいたるまでの6王墓に関する記述がある。このパピルスの記事は現代の学者が王墓の所有者を特定するのに非常に役立った他、既に原型をとどめていないこれらの王墓が、元来は小規模なピラミッド状の構造を持っていたことを明らかにしている。
一方でヒクソス（第15王朝）に関する同時代の文書史料はほとんど残されていない。これは彼らが直接支配したのがナイル川三角州の限られた地方だけであったことも原因であるが、それ以上に異民族によるエジプト支配が屈辱的なものと見なされて、エジプト統一がなるやヒクソスに関連した記念物の多くが破壊されてしまったことが大きな理由である。後世にヒクソスについて書かれた記録はいずれも著しい偏見と敵意に満ちており、信憑性に問題があるものが多い。考古学的にはヒクソスの拠点アヴァリスなどの遺跡が残されており、それらから発見された数々の小規模遺物が貴重な情報を提供している。特にこの時代に特徴的な遺物がスカラベである。これには王名が付されているものも多く第15王朝の支配領域のほか、周辺諸地域の遺跡からも発見されており、ヒクソス王の名を現在に伝えている。また、テル・アル＝ヤフーディア式土器と呼ばれるシリア風の土器の分布状況が注目される。テル・アル＝ヤフーディア（ユダヤ人の丘）式という呼称は、このタイプの土器が最初に発見された場所にちなむが、その後の調査の結果、このタイプの土器は中王国時代末期頃から登場し始めることがわかった。更に、当初は主に北シリアで製作されたものが広く普及していたが、次第に生産拠点が下エジプトの東部に移動していった。この事実は、「ヒクソス」支配下において拠点となった下エジプト東部の生産力が増大したことを示すとともに、土器を作る職人が北シリア地方からエジプトへ移動した可能性をも示している。
ヒクソス時代には以前にもまして対外貿易が活発化したらしく、ヒクソスにまつわる小規模遺物はクレタ島やキプロス島、メソポタミア、アナトリア半島などからも見つかっている。とりわけアヴァリスの遺跡からクレタ様式の壁画断片が見つかったことは、ヒクソスとクレタ文化圏の関わりを示す興味深い事実である。

## オリエント国際政治とエジプト
第2中間期の支配者ヒクソス、即ち第15王朝はエジプト世界から西アジアの一部を包括して継続支配した王朝であり、この王朝の存在によってエジプトと他の西アジア地域は文化的にも政治的にも接触を密にした。無論旧来より人的交流や交易は盛んであったが、第2中間期の激動を経て、シリア・パレスチナ情勢はエジプトの支配者にとって最も関心を払うべき問題の1つになっていた。「外から進入した」と見なされたヒクソスの再来を恐れるエジプトの支配者達が、シリア・パレスチナの支配によって安全保障を得ることを求めたとともに、彼らが「ヒクソスが持っていたアジア地域に対する支配権を継承した」として、シリア・パレスチナに対して領有権を有すると考えるようになっていったのである。
こうしてエジプト世界と他のオリエント世界は、緊密な関係を持った1つの政治世界を形成するようになったのである。第2中間期に続く新王国時代には、エジプトはオリエントの大国の1つとして巨大な影響力を振るうようになる。

## 注
1. ↑  紀元前3世紀のエジプトの歴史家マネトの記録ではディオスポリスマグナと呼ばれている。これはゼウスの大都市の意であり、この都市がネウト・アメン（アメンの都市）と呼ばれたことに対応したものである。この都市は古くはヌエと呼ばれ、旧約聖書ではノと呼ばれている。ヌエとは大都市の意である。新王国時代にはワス、ワセト、ウェセ（権杖）とも呼ばれた。
2. ↑  マネトによる記録もまたこうした見解の代表格である。
3. ↑  例えば戦車の使用、ロバの殉葬の風習、シリア的な建築様式の導入等。ただし、ヒクソスとエジプトにおける戦車の使用を関連付けることには異論もある。詳細はヒクソスを参照。
4. ↑  例えばヒクソス時代にもそれ以前からのエジプト官僚が継続して任用されていた事実、また第15王朝の王達がエジプトの伝統的慣習にのっとってカルトゥーシュとラー神名を構成要素に含む即位名（上下エジプト王名）を用いていたことなどがこれを示す。
5. ↑  第2中間期の第17王朝と、新王国時代最初の第18王朝は完全に連続した政権である。詳細はエジプト第17王朝、エジプト第18王朝を参照。